# تبولوسمتا
تبولوسمتا (چچنی: Тулой-лам، گرجی: ტებულოს მთა، روسی: Тебулосмта) بلندترین کوه قفقاز شرقی و بلندترین کوه جمهوری چچن با بلندای ۴۴۹۳ متر (۱۴۷۳۷ پا) از سطح دریا است. این کوه در مرز گرجستان و چچن در شرق کوه قازبگی واقع شده‌است. مساحت کل یخچال‌های کوهستانی تبولوسمتا ۳ کیلومترمربع است.